# Широкопръстенчат диплоглосус
Широкопръстенчатите диплоглосуси (Diploglossus fasciatus) са вид влечуги от семейство Слепоци (Anguidae).
Разпространени са в Бразилия и съседни части на Перу и Боливия.
Таксонът е описан за пръв път от британския зоолог и филателист Джон Едуард Грей през 1831 година.